# Eugène Koffi Adoboli
Eugène Koffi Adoboli, né le 3 octobre 1934 et mort le 21 avril 2025 en Suisse, est un homme d'État togolais. Il devient haut fonctionnaire des Nations unies à Genève et Premier ministre du Togo.

## Biographie
Eugène Koffi Adoboli est Premier ministre du 21 mai 1999 au 31 août 2000, date de sa démission. Au moment de sa nomination par le président Gnassingbé Eyadema à la suite des élections législatives de mars 1999, Adoboli est pratiquement inconnu de la politique togolaise, ce qui lui permet de ne pas faire de l'ombre au président. Le but est alors de redorer l'image de Gnassingbé avant l'organisation du sommet de l’Organisation de l'unité africaine qui devait se tenir à Lomé en 2000.
Le 7 avril 2000, le « rapport du millénaire » des Nations unies est officiellement lancé à Lomé, sous la direction de Adoboli et de Cécile Molinier, coordinatrice des Nations unies au Togo. Adoboli salue le rapport en déclarant : « Et c'est avec la même attention que le Président a salué les projets du Secrétaire général visant à créer un « monde sans peur » ».
Durant son mandat, Adoboli est critiqué pour son incapacité à améliorer la situation économique du Togo. Le 27 août, il démissionne de son poste de Premier ministre, le lendemain de l'annonce d'un vote de censure de l'Assemblée nationale contre le gouvernement, une première dans le pays. La motion de censure était une « instruction du chef d'Etat ». Eyadema nomme Agbéyomé Kodjo pour le remplacer deux jours plus tard.
Il est par ailleurs accusé, avec deux de ses ministres, Hope Agboli et Issa Samarou, d'avoir détourné près de huit millions de francs CFA en 1999. Adoboli est condamné à cinq ans de prison en 2011 par la cour d'assise de Lomé,. Il est toutefois gracié par Faure Gnassingbé.
Technocrate, il est fonctionnaire des Nations unies durant plus de trente ans. Il est fonctionnaire international à la Conférence des Nations unies sur le commerce et le développement (CNUCED) à Genève et membre du corps commun d'inspection des Nations unies.
Eugène Koffi Adoboli retourne en Suisse auprès de sa famille en 2002.
Eugène Koffi Adoboli meurt en Suisse à l'âge de 90 ans le 21 avril 2025.